# Чередниченко, Надежда Илларионовна
Надежда Илларионовна Чередниче́нко (14 августа 1927, Богуслав, Белоцерковский округ — 14 июня 2019, Нью-Йорк, Нью-Йорк) — советская актриса театра и кино. Заслуженная артистка РСФСР (1971).

## Биография
Надежда Чередниченко родилась 14 августа 1927 года в Богуславе (ныне Киевская область, Украина).
В 1949 году окончила ВГИК (мастерская Юлия Райзмана). По окончании ВГИКа Надежда стала актрисой Театра-студии киноактёра, где проработала более 30 лет.
В 1960 году окончила Музыкально-педагогический институт им. Гнесиных по классу вокала.
В 1946 году Надежда Чередниченко дебютировала в кино, в фильме Андрея Фролова «Первая перчатка». На съёмках этого фильма Надежда познакомилась с популярным уже тогда актёром Иваном Переверзевым (1914—1978). Иван Фёдорович ухаживал за девушкой, и 14 августа 1946 года они объявили о помолвке. В браке родился сын Серёжа. Однако их семейная жизнь не сложилась и в 1951 году семья распалась.
Спустя некоторое время вышла замуж за кинооператора и будущего кинорежиссёра и сценариста Петра Тодоровского (1925—2013). В 1961 году развелась с Тодоровским и вновь вернулась к Переверзеву, но на этот раз вместе они смогли прожить всего полтора года.
С 1949 по 1983 год Чередниченко была актриса Центральной студии киноактёра, где проработала тридцать лет. Также активно выступала как певица с концертами классического репертуара.
В 1953 году родила дочь Елену. Член КПСС с 1967 года.
В 1980-е годы Чередниченко уехала в США, где выступала в русском ресторане на Брайтон-Бич. Умерла 14 июня 2019 года в возрасте 91 года в Нью-Йорке. Урна с прахом захоронена в Москве на Троекуровском кладбище (19 участок).

## Семья
- отец — Илларион Маркович Чередниченко
- мать — Алиса Матвеевна Чередниченко
- брат — Юрий Илларионович Чередниченко
- сын  — Сергей Иванович Переверзев
- дочь — Елена Александровна Микулина

## Признание и награды
- заслуженная артистка РСФСР (1971)

## Фильмография
1. 1946 — Первая перчатка — Нина Грекова
2. 1954 — Чемпион мира — Настя
3. 1955 — Матрос Чижик — Мария Ивановна, жена Лузгина
4. 1956 — Костёр бессмертия — леди Марфи
5. 1956 — Когда поют соловьи — Катя Квитка
6. 1957 — Координаты неизвестны — Нюра Масленникова
7. 1959 — Олекса Довбуш — Ядвига Яблонская
8. 1960 — Домой — Ольга
9. 1961 — Василий Докучаев — Анна Егоровна, жена Докучаева
10. 1961 — Соляра (короткометражный) — Лиза
11. 1966 — Душечка — актриса
12. 1966 — 26 бакинских комиссаров — эпизод
13. 1970 — Подсолнухи — крестьянка
14. 1976 — Ты — мне, я — тебе — зрительница в театре
15. 1979 — Поэма о крыльях — секретарша Туполева